# Karina Sævik
Karina Sævik (Kopervik, 24 maart 1996) is een voetbalspeelster uit Noorwegen. Ze speelt als middenvelder voor Vålerenga in de Toppserien.

## Clubcarrière
Sævik kwam van 2013 tor 2015 uit voor Avaldsnes IL, waarvoor ze haar debuut maakte in de Toppserien. Daarna kwam ze drie jaar uit Kolbotn IL en vanaf juli 2019 kwam ze een seizoen uit voor het Franse Paris Saint-Germain.
Op 16 september 2020 maakte het Duitse VfL Wolfsburg bekend Sævik voor twee seizoen aan zich te hebben verbonden. Na een jaartje keerde ze terug bij haar oude club Avaldsnes IL. Sinds 2022 komt Sævik uit voor competitiegenoot Vålerenga waarmee ze kampioen werd in 2023 en 2024 en uitkwam in de Champions League

## Statistieken
| Seizoen | Club                | Land      | Competitie          | Wedstrijden | Doelpunten |
| ------- | ------------------- | --------- | ------------------- | ----------- | ---------- |
| 2013    | Avaldsnes IL        | Noorwegen | Toppserien          | 9           | 0          |
| 2014    | Avaldsnes IL        | Noorwegen | Toppserien          | 20          | 2          |
| 2015    | Avaldsnes IL        | Noorwegen | Toppserien          | 11          | 1          |
| 2015    | Kolbotn IL          | Noorwegen | Toppserien          | 11          | 1          |
| 2016    | Kolbotn IL          | Noorwegen | Toppserien          | 22          | 3          |
| 2017    | Kolbotn IL          | Noorwegen | Toppserien          | 22          | 4          |
| 2018    | Kolbotn IL          | Noorwegen | Toppserien          | 16          | 4          |
| 2019    | Kolbotn IL          | Noorwegen | Toppserien          | 10          | 7          |
| 2019/20 | Paris Saint-Germain | Frankrijk | Division 1 Féminine | 11          | 0          |
| 2020/21 | VfL Wolfsburg       | Duitsland | Bundesliga          | 14          | 2          |
| 2021/22 | VfL Wolfsburg II    | Duitsland | 2de Bundesliga      | 2           | 5          |
| 2021    | Avaldsnes IL        | Noorwegen | Toppserien          | 17          | 2          |
| 2022    | Avaldsnes IL        | Noorwegen | Toppserien          | 12          | 1          |
| 2023    | Vålerenga           | Noorwegen | Toppserien          | 27          | 12         |
| 2020    | Vålerenga           | Noorwegen | Toppserien          | 18          | 5          |
| 2024    | Vålerenga           | Noorwegen | Toppserien          | 26          | 13         |
| 2025    | Vålerenga           | Noorwegen | Toppserien          | 0           | 0          |
| Totaal  | Totaal              | Totaal    | Totaal              | 239         | 26         |

Laatste update: 9 maart 2025

## Interlandcarrière
Sævik maakte in 2019 haar debuut voor de Noorse nationale ploeg. In hetzelfde jaar was ze onderdeel van de Noorse selectie op het WK 2019. Ze kwam in vier van de vijf wedstrijden in actie in Frankrijk en werd met haar land uitgeschakeld in de kwartfinale tegen Engeland. Drie jaar later was Sævik opnieuw onderdeel van de Noorse selectie op het EK 2022 waarop Noorwegen niet voorbij de groepsfase wist te geraken.
Sævik werd op 19 juni 2023 opgenomen in de Noorse selectie op het WK 2023. Na de groepsfase door te zijn gekomen, was in de achtste finales Japan te sterk.